# أنبوب اشتعال

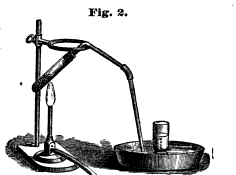
توضيح لبرنامج الإعداد باستخدام أنبوب الإشعال. يتم تسخين أنبوب الإشعال بموقد بنزن على اليسار، مع تسرب الغاز الساخن من الأنبوب إلى المقلاة عبر أنبوب التوصيل في الأعلى وإلى اليمين.

أنبوب الاشتعال عبارة عن قطعة من المعدات المخبرية، وهو أنبوب المختبر المُستخدم كثيراً بنفس طريقة أنبوب الغليان باستثناء عدم كبر حجمه وجدرانه سميكة. ويستخدم في المقام الأول لحمل الكميات الصغيرة من المواد التي تخضع للتسخين المباشر بواسطة موقد بنسن أو مصدر آخر للحرارة.
تستخدم أنابيب الاشتعال، على سبيل المثال، في اختبار صهر الصوديوم.
غالباً ماتكون أنابيب الاشتعال صعبة التنظيف لصغر تجويفها. عندما يُستخدم أنبوب الاشتعال لتسخين المواد بشدة، تلتصق بعض قضبان الفحم بالجدران أيضاً، لذا عادة مايستخدم مرة واحدة.